# وینسنت کرین
وینسنت کرین (انگلیسی: Vincent Créhin؛ زادهٔ ۲۱ ژانویهٔ ۱۹۸۹) بازیکن فوتبال اهل فرانسه است.
از باشگاه‌هایی که در آن بازی کرده‌است می‌توان به باشگاه ورزشی آمیان و باشگاه فوتبال کن اشاره کرد.